# Mount Olive (Alabama)
Mount Olive è un census-designated place (CDP) degli Stati Uniti d'America situato nella contea di Jefferson dello stato dell'Alabama.
Qui nacque il cantante Hank Williams.